# Ehsan Amini
Ehsan Amini (pers. احسان اميني; ur. 27 marca 1986) – irański zapaśnik w stylu wolnym. Mistrz Azji w 2011; trzeci w 2013 roku. Szósty w Pucharze Świata w 2012 i 2013; ósmy w 2011 roku.